# Callistethus chontalensis
Callistethus chontalensis är en skalbaggsart som beskrevs av Bates 1888. Callistethus chontalensis ingår i släktet Callistethus och familjen Rutelidae. Inga underarter finns listade.